# Lijst van alumni van de École normale supérieure
De volgende wis-, natuur- en scheikundigen, biologen, sociologen en filosofen, politici en schrijvers en andere bekende personen zijn alumni van de Franse École normale supérieure:
- Louis Althusser (1918-1990), politiek filosoof
- Raymond Aron (1905-1983), journalist, filosoof
- Alain Badiou (1937), filosoof
- Henri Bergson (1859-1941), filosoof
- Marc Bloch (1886-1944), historicus
- Émile Borel (1871-1956), wiskundige
- Robert Brasillach (1909-1945), journalist, schrijver
- Pierre Bourdieu (1930–2002), socioloog
- Léon Blum (1872-1950), politicus
- Édouard Branly (1844-1940), natuurkundige
- Aimé Césaire (1913), schrijver
- Paul de Casteljau (1930), natuur- en wiskundige
- Ngô Bảo Châu (1972), wiskundige en Fieldsmedaillist
- Jean-Louis Chrétien (1952-2019), filosoof en fenomenoloog
- Claude Cohen-Tannoudji (1933), natuurkundige en Nobelprijswinnaar
- Alain Connes (1947), wiskundige
- Marcel Déat (1894-1945), journalist, schrijver
- Jacques Derrida (1930-2004), literair criticus en filosoof
- Pierre Duhem (1861-1916), wetenschapshistoricus
- Georges Dumézil (1898-1986), historicus
- Émile Durkheim (1858-1917) geldt als grondlegger van de sociologie
- Laurent Fabius (1946), socialistisch politicus
- Lucien Febvre (1878-1956), historicus
- Albert Fert (1938), natuurkundige en Nobelprijswinnaar
- Alain Finkielkraut (1949), filosoof
- Michel Foucault (1926-1984), filosoof
- Évariste Galois (1811-1832), wiskundige
- Pierre-Gilles de Gennes (1932-2007), natuurkundige en Nobelprijswinnaar
- Jean Guitton (1901-1999), filosoof en theoloog
- Serge Haroche (1944), natuurkundige en Nobelprijswinnaar
- Édouard Herriot (1872-1957), politicus
- Jean Jaurès (1859-1914), politicus
- Alain Juppé (1945), politicus
- Laurent Lafforgue (1966), wiskundige en Fieldsmedaillist
- Paul Langevin (1872-1946), natuurkundige, Nobelprijswinnaar
- Ernest Lavisse (1842-1922), historicus, later ook directeur van de Ecole normale supérieure
- Jules Antoine Lissajous (1822-1880), natuurkundige, pionier van de akoestiek
- Henri Lebesgue (1875-1941), wiskundige
- Jacques Le Goff (1924), historicus
- Gabriel Jonas Lippmann (1845-1921), natuurkundige, Nobelprijswinnaar
- Bernard-Henri Lévy (1948), schrijver
- Pierre-Louis Lions (1956),  wiskundige en Fieldsmedaillist
- Maurice Merleau-Ponty (1908-1961), filosoof
- Louis Néel (1904-2000), natuurkundige en Nobelprijswinnaar
- Paul Nizan (1905-1940), filosoof en romancier
- Louis Pasteur (1822-1895), scheikundige en bioloog
- Charles Péguy (1873-1914), schrijver
- Jean-Baptiste Perrin (1870-1942), natuurkundige en Nobelprijswinnaar
- Georges Pompidou (1911-1974), politicus, president van Frankrijk
- Jean-François Revel (1924-2006), schrijver-filosoof
- Jean-Paul Sartre (1905-1980), filosoof en schrijver
- Laurent Schwartz (1915-2002), wiskundige en Fieldsmedaillist
- Jean-Pierre Serre (1926), wiskundige
- Michel Serres (1930), filosoof
- Paul Sabatier (1854-1941), chemicus, Nobelprijswinnaar
- Jacques Soustelle (1912-1990), etnoloog, politicus
- Hippolyte Taine (1828-1893)
- René Thom (1923-2002), wiskundige en Fieldsmedaillist
- Cédric Villani (1973), wiskundige en Fieldsmedaillist
- Jean-Louis Vissière (1935), literatuuronderzoeker en romanschrijver
- André Weil (1906-1998), wiskundige
- Simone Weil (1909-1943), filosofe
- Wendelin Werner (1968), wiskundige en Fieldsmedaillist
- Jean-Christophe Yoccoz (1957), wiskundige en Fieldsmedaillist